# Norddeutscher Parlamentsrat

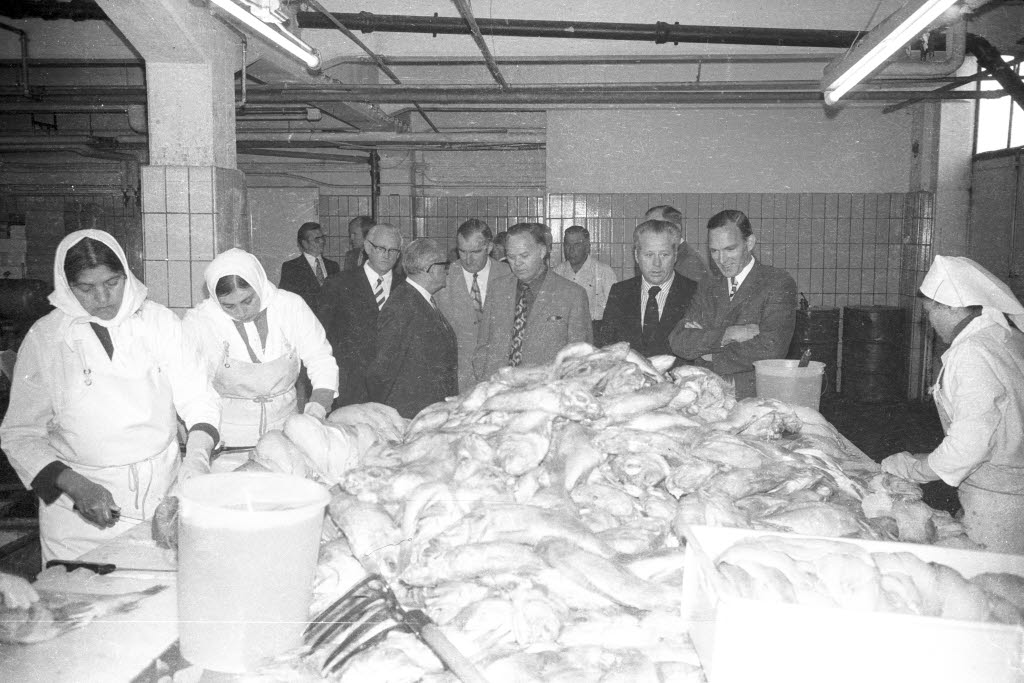
Der Ausschuss für Landwirtschaft und Fischerei des Norddeutschen Parlamentsrates besucht den Kieler Seefischmarkt (1973).

Der Norddeutsche Parlamentsrat war Anfang der 1970er Jahre ein Gremium zur Zusammenarbeit auf überregionaler parlamentarischer Ebene der vier norddeutschen Küstenländer. Neben ihm bestand die Konferenz Norddeutschland, die sich aus den vier Regierungschefs und ihren Fachministern zusammensetzte.

## Geschichte
Der Norddeutsche Parlamentsrat konstituierte sich am 8. Oktober 1970 in Hannover und setzte sich zusammen aus insgesamt vierzig Vertretern, die aus der Bremischen Bürgerschaft (9 Mitglieder), Hamburgischen Bürgerschaft (9 Mitglieder), dem Niedersächsischen Landtag (11 Mitglieder) und dem Schleswig-Holsteinischen Landtag (11 Mitglieder) stammten. Ziel war es, Fragen der Raumordnung und Landesplanung, Wirtschafts-, Hafen- und Verkehrspolitik sowie des Umweltschutzes und der Bildung aufeinander abzustimmen und die parlamentarische Kontrolle der Landesregierungen zu verbessern. Die Einrichtung hatte keine verfassungsrechtliche Grundlage, konnte also nur empfehlend und koordinierend darauf hinwirken, dass die Landesparlamente inhaltlich gleiche Beschlüsse fassen und politisch übereinstimmend handeln. Die Einrichtung war zeitweise zerstritten und wurde 1976 wegen unbefriedigender Ergebnisse aufgelöst.
Vorsitzender des Norddeutschen Parlamentsrates war ab Mitte 1971 Helmut Kasimier. Im Juli 1972 verabschiedete der Norddeutsche Parlamentsrat einstimmig drei Empfehlungen zu Themen der Fischereiwirtschaft, Umweltschutz und strukturpolitischer Zusammenarbeit. Zeitweise wurde die Neugliederung der norddeutschen Bundesländer diskutiert.